# Џафер Дева
Џафер Дева (алб. Xhafer Ibrahim Deva; Митровица, 21. фебруар 1904 — Сан Франциско, 25. мај 1978) је био председник општине Косовска Митровица у окупираној Краљевини Југославији током Другог светског рата, један од фашистичких колаборациониста на Косову и Метохији, један од оснивача Друге призренске лиге и 21. СС дивизије Скендербег, познате по учешћу у холокаусту над Јеврејима на територији Косова и Метохије, и министар унутрашњих послова у влади Албаније у периоду од октобра 1943. до јуна 1944.
Када су силе Осовине заузеле Краљевину Југославију у априлу 1941. године, Џева је формирао општинску управу у Косовској Митровици у којој је запослио искључиво Албанце и Турке.
Иако је Дева био заступник албанско—немачке сарадње, Немци су били веома незадовољни чињеницом да је Дева ослобађао заробљене комунисте и заузврат узимао новац. Крајем Другог светског рата Дева је евакуисан из Албаније а министар спољних послова Трећег рајха му је помогао да се настани у Аустрији. Касније се преселио у Египат и на крају у САД где је умро 1978.

## Други светски рат
До 1941, Дева је постао први албански политички вођа са Косова који је показао спремност да сарађује са Немцима у случају инвазије сила Осовина на Југославију. Како је неко време већ био у контакту са Абвером (немачком војном обавештајном службом), пре инвазије срео се у Београду са Херманом Нојбахером, немачким изванредним опуномоћеником за југоисточну Европу, и обећао своју подршку.
Група албанских локалних вођа, међу којима је био и Џафер Дева, 21. априла 1941. склопили су са заповедником немачке 60. моторизоване пешадијске дивизије споразум према коме су локалне вође биле дужне да помогну Немцима да сачувају ред и мир, а заузврат би добили одређени степен аутономије у решавању регионална питања. Међутим, убрзо је већи део Косова припао Италији, која ју је припојила својој марионетској Краљевини Албанији, један део Бугарској, па се споразум примењивао само на територији Косова који је припадао територији војноуправног команданта Србије. Због тога су локалне албанске вође које су изразиле спремност са сарађују са Немцима, међу којима и Џева, одселиле у Србију.
Након италијанске капитулације септембра 1943, Немци су преузели контролу над Албанијом и успоставили Намесничко веће, које је Немачка одмах признала за званичну власт. Дева је у већу постао министар унутрашњих послова.
Почетком септембра 1944. Дева и друге албанске вође са Косова су се вратили у Призрен да преузму водство у Другој призренској лиги и борби против партизана.